# Julius Hotz

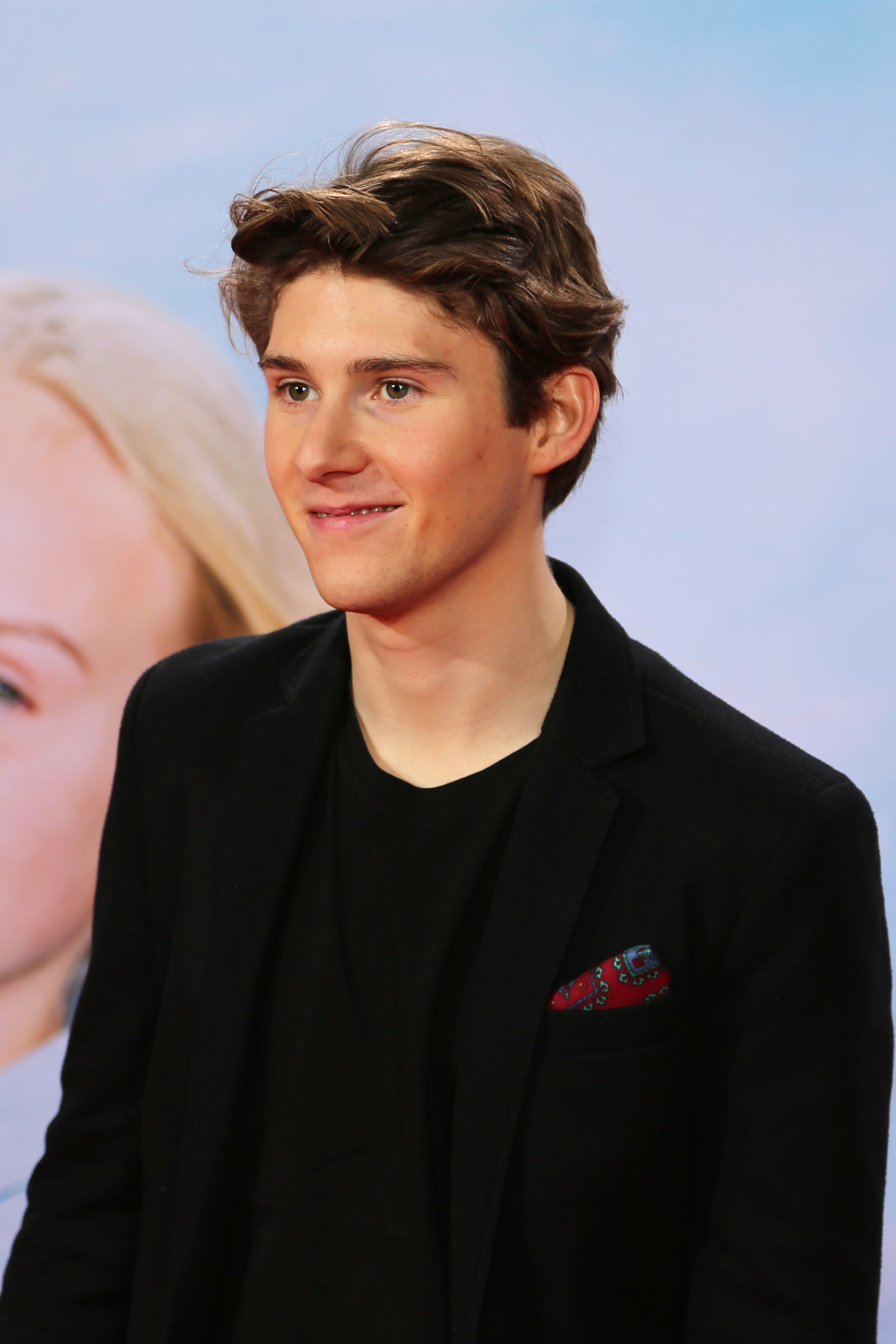
Julius Hotz bei der Premiere von Wendy 2, im Februar 2018.

Julius Hotz (* 1997) ist ein deutscher Filmschauspieler.
Julius Hotz wurde vor allem als Wendys Bruder in der Rolle des Tom in der Kinofassung der Wendy-Comics bekannt.

## Filmografie
- 2017: Wendy – Der Film
- 2017: Der Mann aus dem Eis
- 2018: Wendy 2 – Freundschaft für immer
- 2018: The Sweetspot
- 2018: Die 7. Stunde
- 2019: Meine Mutter spielt verrückt
- 2020: Tiere bis unters Dach